# Anonymus Valesianus
Anonym[o]us Valesianus là tên gọi thông thường của bộ tổng hợp hai quyển biên niên sử Latinh thông tục chắp vá, được đặt theo tên của người biên soạn sống vào thế kỷ 17 là Henri Valois, hoặc Henricus Valesius (1603-1676), xuất bản lần đầu tiên vào năm 1636, cùng với ấn bản in lần thứ nhất của ông là bộ Res Gestae của Ammianus Marcellinus. Các văn bản chỉ tồn tại trong một bản thảo duy nhất vào thế kỷ 9 tại Berlin. Đôi lúc chúng được gọi là Excerpta Valesiani. 
Anonymus Valesianus I, đôi khi cũng gọi bằng cái tên thông thường riêng biệt Origo Constantini Imperatoris ("Dòng dõi của Hoàng đế Constantinus") mà niên đại có thể vào khoảng năm 390, và thường được coi như một nguồn tài liệu đáng tin cậy.
Anonymus Valesianus II, được viết vào sau năm 526 và có thể là từ năm 540 đến 550, mang tựa đề item ex libris Chronicorum inter cetera. Văn bản chủ yếu liên quan đến triều đại của vị vua người Goth ở Ý là Theodoric Đại đế, "trong lúc được viết một cách tồi tệ dựa trên một quyển biên niên sử không còn hiện hữu của giám mục Ravenna, Maximianus, một học giả rất uyên bác và có kiến thức sâu rộng".
Nhà sử học người Anh Edward Gibbon đã sử dụng tác phẩm này như một nguồn sử liệu quan trọng đối với viễn cảnh La Mã vào thời Ostrogoth trong cuốn Lịch sử suy tàn và sụp đổ của Đế quốc La Mã của ông.